# Przystanek Woodstock 2005
Przystanek Woodstock 2005 – wydana w roku 2006 płyta DVD i CD z nagraniem koncertu grupy KSU, który odbył się na Przystanku Woodstock w 2005 roku. Album ponadto zawiera materiały z koncertu w warszawskim parku Agrykola z 1993 roku, z finału WOŚP oraz teledyski do piosenek „Kto cię obroni Polsko…”, „Dziwne drzewa”, „Chodnikowy latawiec”, „Czym jest wiary sens”.

## Spis utworów
| Nr  | Tytuł utworu                   | Długość |
| --- | ------------------------------ | ------- |
| 1.  | „Awaria obrazu”                | 2:51    |
| 2.  | „Pod prąd”                     | 2:16    |
| 3.  | „Nasze słowa”                  | 2:54    |
| 4.  | „Po drugiej stronie drzwi”     | 3:13    |
| 5.  | „Liban”                        | 2:21    |
| 6.  | „Na krawędzi snu”              | 3:11    |
| 7.  | „Ludzie bez twarzy”            | 3:07    |
| 8.  | „Moja nienawiść moja depresja” | 2:21    |
| 9.  | „Umarłe drzewa”                | 2:15    |
| 10. | „Ustrzyki”                     | 1:47    |
| 11. | „Deszcz”                       | 3:50    |
| 12. | „Pijany gówniarz”              | 2:09    |
| 13. | „Martwy rok”                   | 3:10    |
| 14. | „Jabolowe ofiary”              | 2:48    |
| 15. | „Moje Bieszczady”              | 3:56    |
| 16. | „Pokolenie 80”                 | 2:23    |
| 17. | „Za mgłą”                      | 3:53    |
| 18. | „Dziwne drzewa”                | 2:47    |
| 19. | „Kto cię obroni Polsko…”       | 2:28    |
| 20. | „Nocne kroki”                  | 4:16    |
| 21. | „Jabol punk”                   | 2:30    |
| 22. | „1944”                         | 2:49    |
| 23. | „Po drugiej stronie drzwi”     | 4:01    |
|     |                                | 1:07:16 |

## Muzycy
- Eugeniusz Olejarczyk – śpiew, gitara
- Jarosław Kidawa – gitara
- Paweł Tylko – gitara basowa
- Sebastian Mnich – perkusja